# Seyssinet-Pariset
Seyssinet-Pariset este o comună în departamentul Isère din sud-estul Franței. În 2009 avea o populație de 12.221 de locuitori.

## Evoluția populației
| An        | 1975   | 1982   | 1990   | 1999   | 2006   | 2009   |
| --------- | ------ | ------ | ------ | ------ | ------ | ------ |
| Populație | 12.157 | 12.893 | 13.241 | 13.074 | 12.826 | 12.221 |